# Надвислянский этнографический парк
Надвислянский этнографический парк (пол. Nadwiślański Park Etnograficzny) — музей под открытым небом, находящийся в селе Выгелзув Хшанувского повята Малопольского воеводства, Польша. Зарегистрирован в Государственном реестре музеев. В Надвислянском этнографическом парке собраны различные архитектурные памятники деревянного зодчества западной части Малой Польши. Этнографический парк расположен у подножия холма Липовец, на которой расположены руины замка Липовец.

## История
Надвислянский этнографический парк был основан в 1968 году. В конце 2006 года этнографический парк и руины замка Липовец были переданы в состав музея имени Ирэны и Мечислав Мазараки в Хшануве. 1 января 2007 года был создан самостоятельный музей «Надвислянский этнографический парк в Выглезуве и замок Липовец».

## Объекты музея
На начало 2008 года в музее было 23 объекта:
1. Дом из Хшанува, датируемый 1804 годом. Является характерным для малопольского небольшого города жилищем. В доме представлены условия жизни, предметы кухонной утвари и быта польской семьи первой половины XIX века;
2. Дом из Альверни 1825 года постройки, характерный для центральной части малых польских городов;
3. Корчма — реконструкция корчмы XIX века из села Минога;
4. Колодец из села Александровице второй половины XIX века;
5. Дворовой амбар из Косцельца (сегодня оседле Хшанува), датируемый 1798 годом. Внутри амбара представлены сельскохозяйственное оборудование, характерное для традиционного польского крестьянского хозяйства;
6. Дом солтыса из села Пшегиня-Духовна, датируемый 1862 годом. В доме находится оригинальный интерьер солтыса;
7. Амбар из села Гебултув первой половины XIX века с предметами хозяйства монахинь визитанток;
8. Маслодавильня из села Домброва-Шляхецка второй половины XIX века с оригинальными инструментами для давления масла;
9. Кузница из села Лишки второй половины XIX века;
10. Дом польской семьи из села Подольше, датируемый 1862 годом. В доме представлены предметы домашнего быта и инструменты для выпечки хлеба;
11. Восьмиугольный сарай из села Пшецишув второй половины XIX века;
12. Дом из Пшецишува 1837 года. В доме находится выставка «В школе наших предков», на которой представлены инструменты для обработки льна и лозового плетения;
13. Восьмиугольный сарай из села Кашув второй половины XIX века.
14. Хлев из Кашува;
15. Дом из села Плаза конца XIX века;
16. Дом из села Рошкохув 1813 года;
17. Восьмиугольный сарай из села Регулице;
18. Мельница из села Садки второй половины XIX века;
19. Огороженная усадьба из села Станёнтки 1855 года;
20. Сарай из села Станёнтки второй половины XIX века;
21. Деревянная церковь из села Рычув. Ежегодно в конце августа — начале сентября в храме проводится фестиваль камерной и органной музыки;
22. Звонница из села Нова-Гура;
23. Усадьба шляхетской семьи из села Дрогиня. В усадьбе демонстрируется выставка « Быт шляхетской семьи».

## Галерея

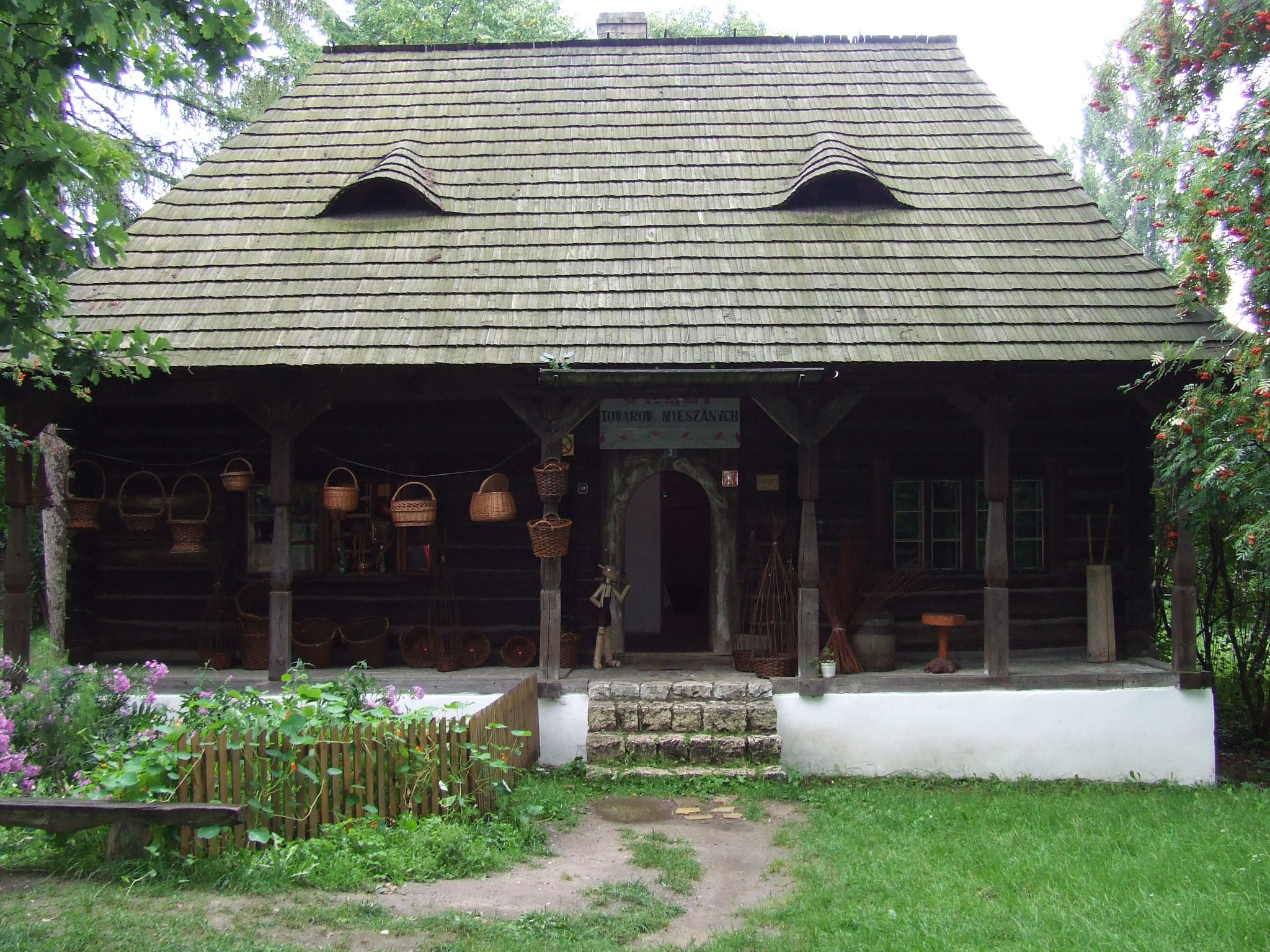
Дом из Альверни
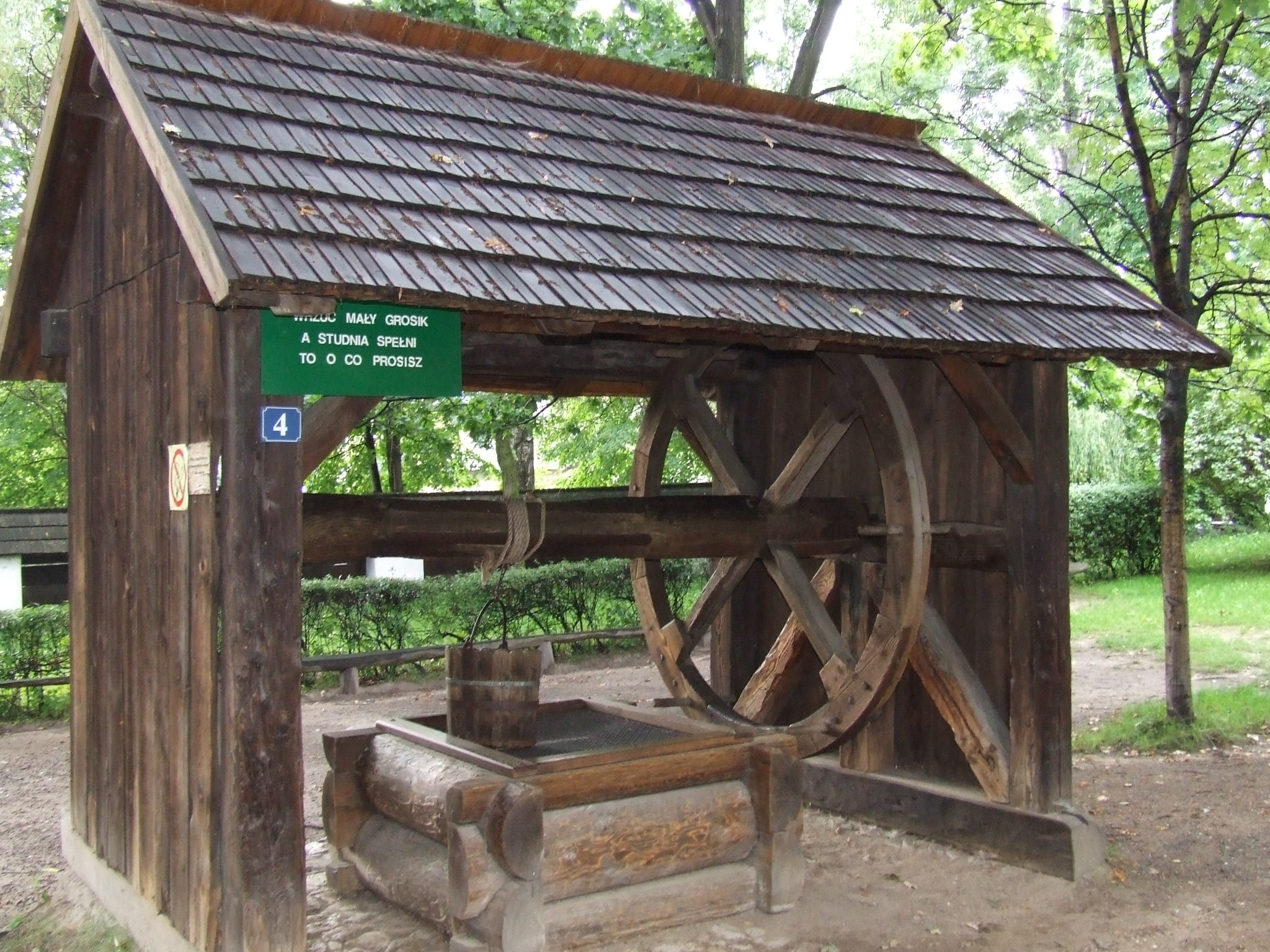
Колодец из села Александровице
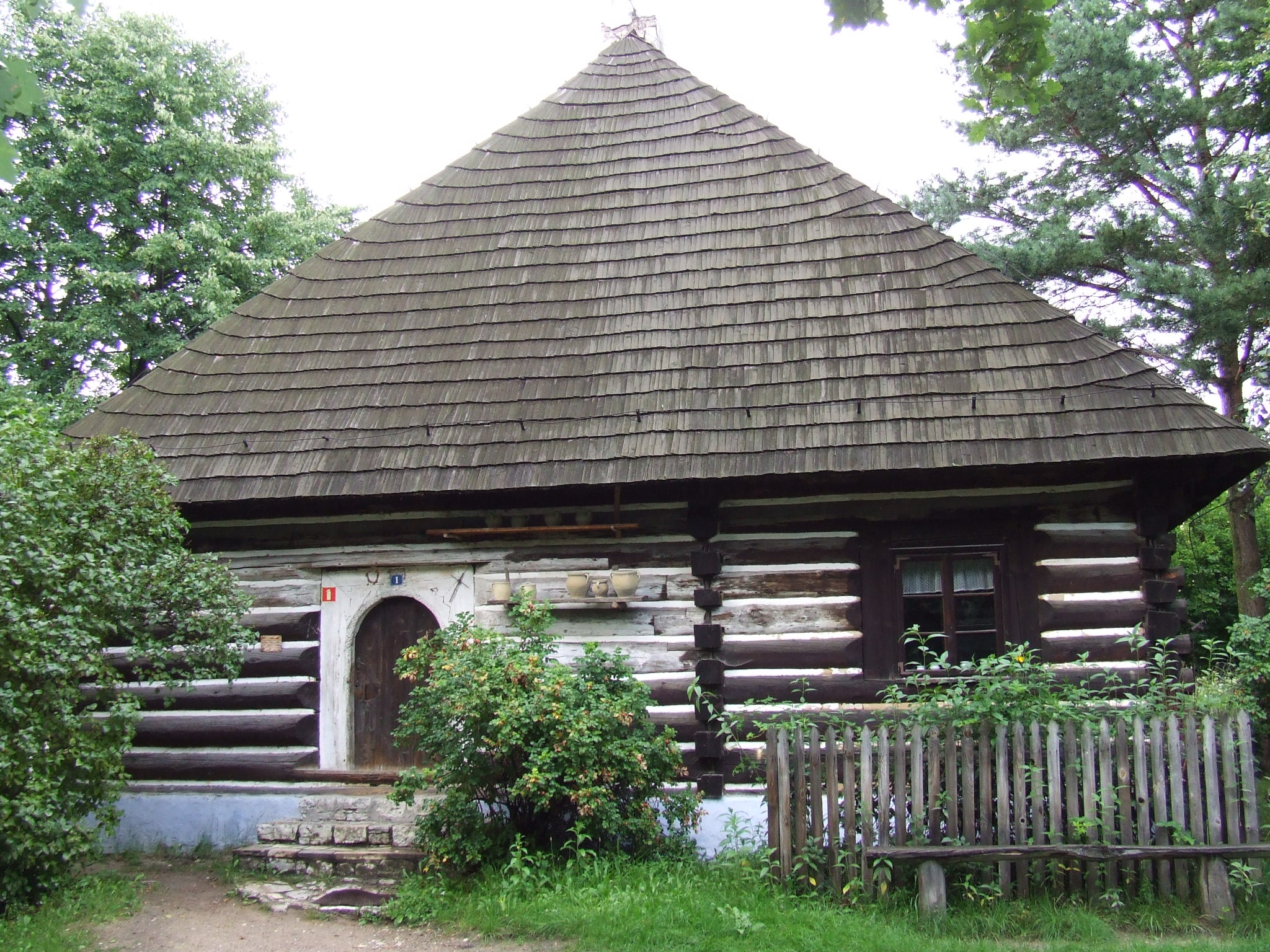
Дом из Хшанува
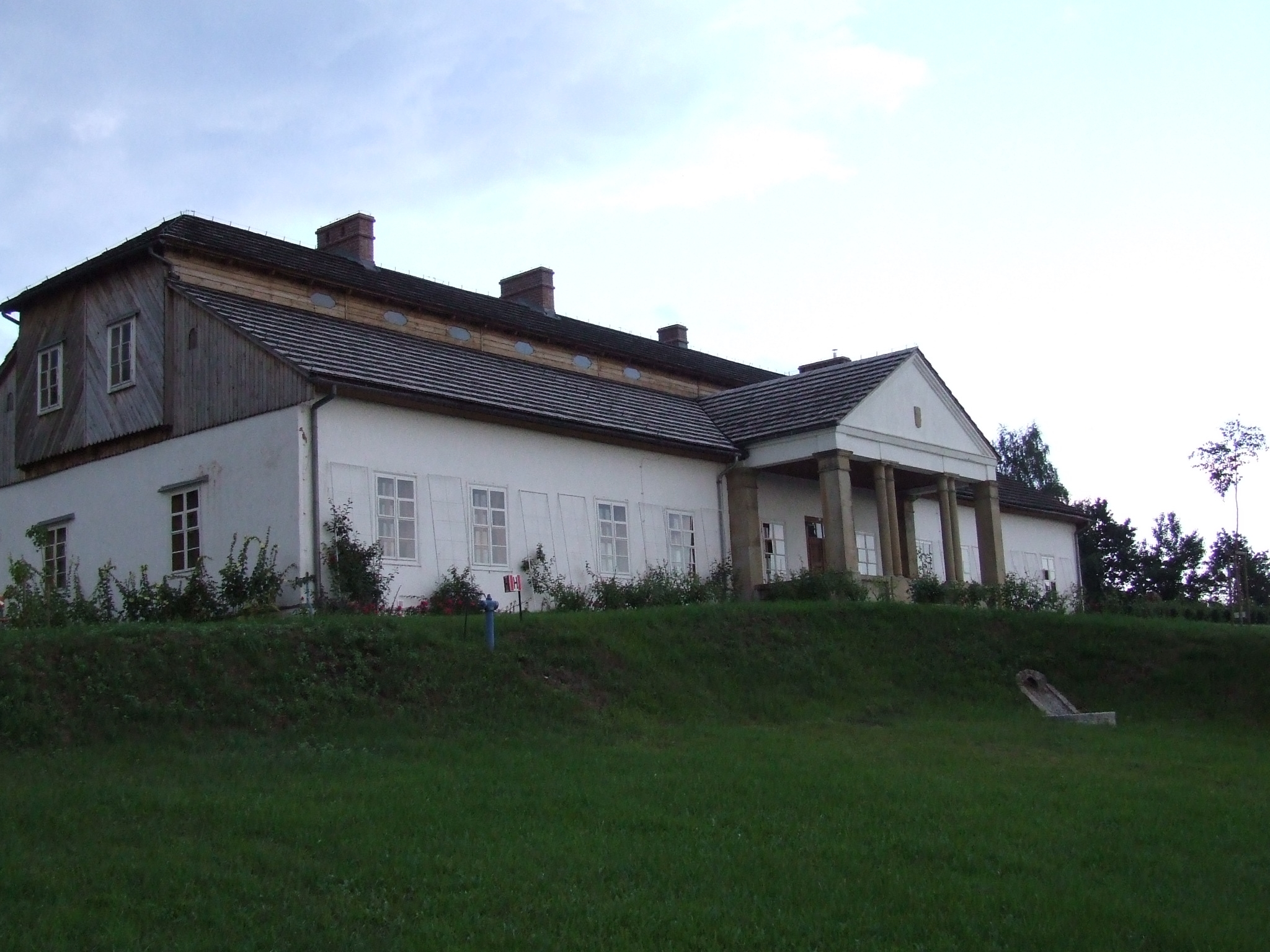
Усадьба из села Дрогиня
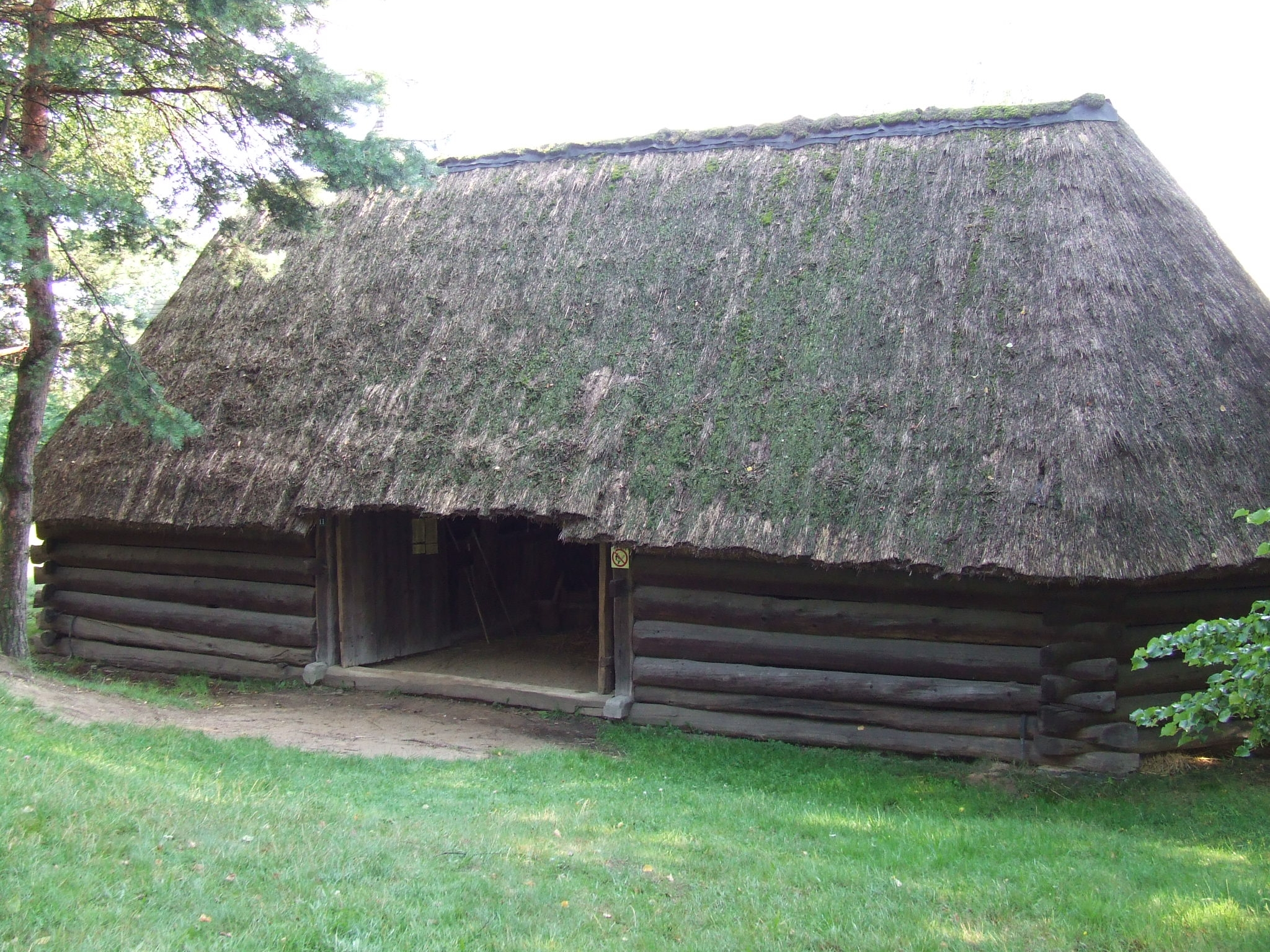
Сарай из села Пшецишув
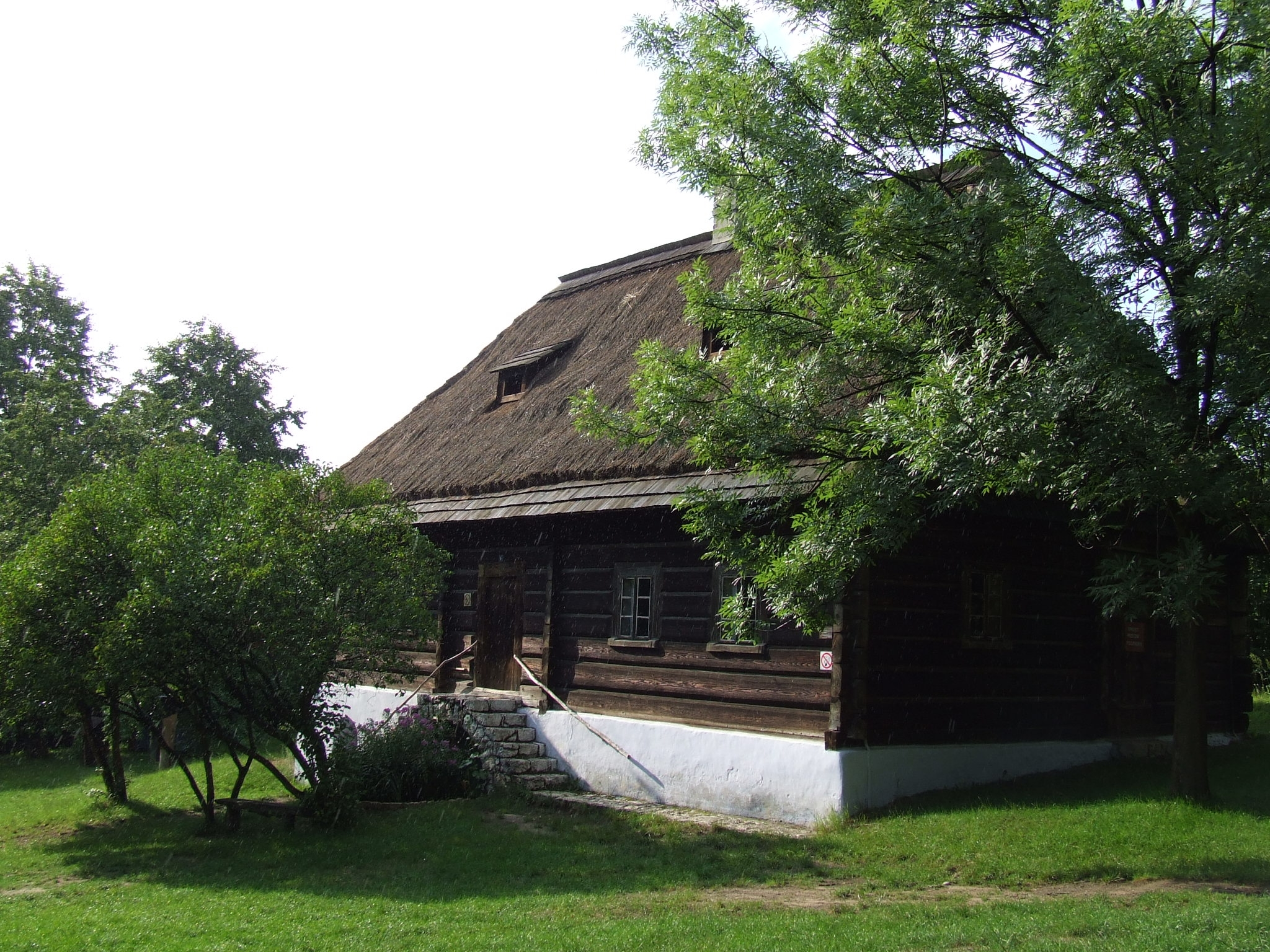
Дом солтыса из села Пшегиня-Духовна
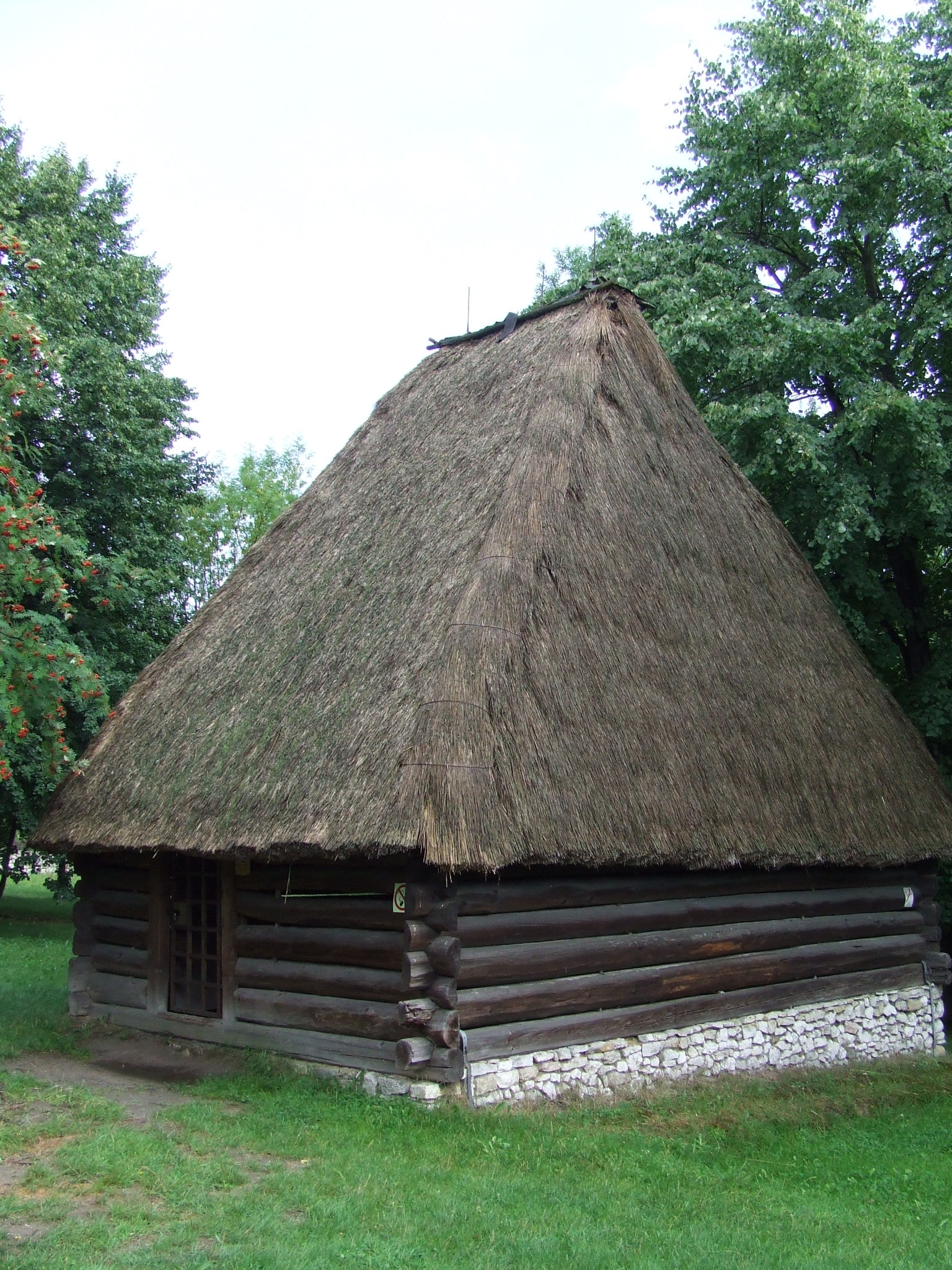
Маслодавильня из села Домброва-Шляхецка
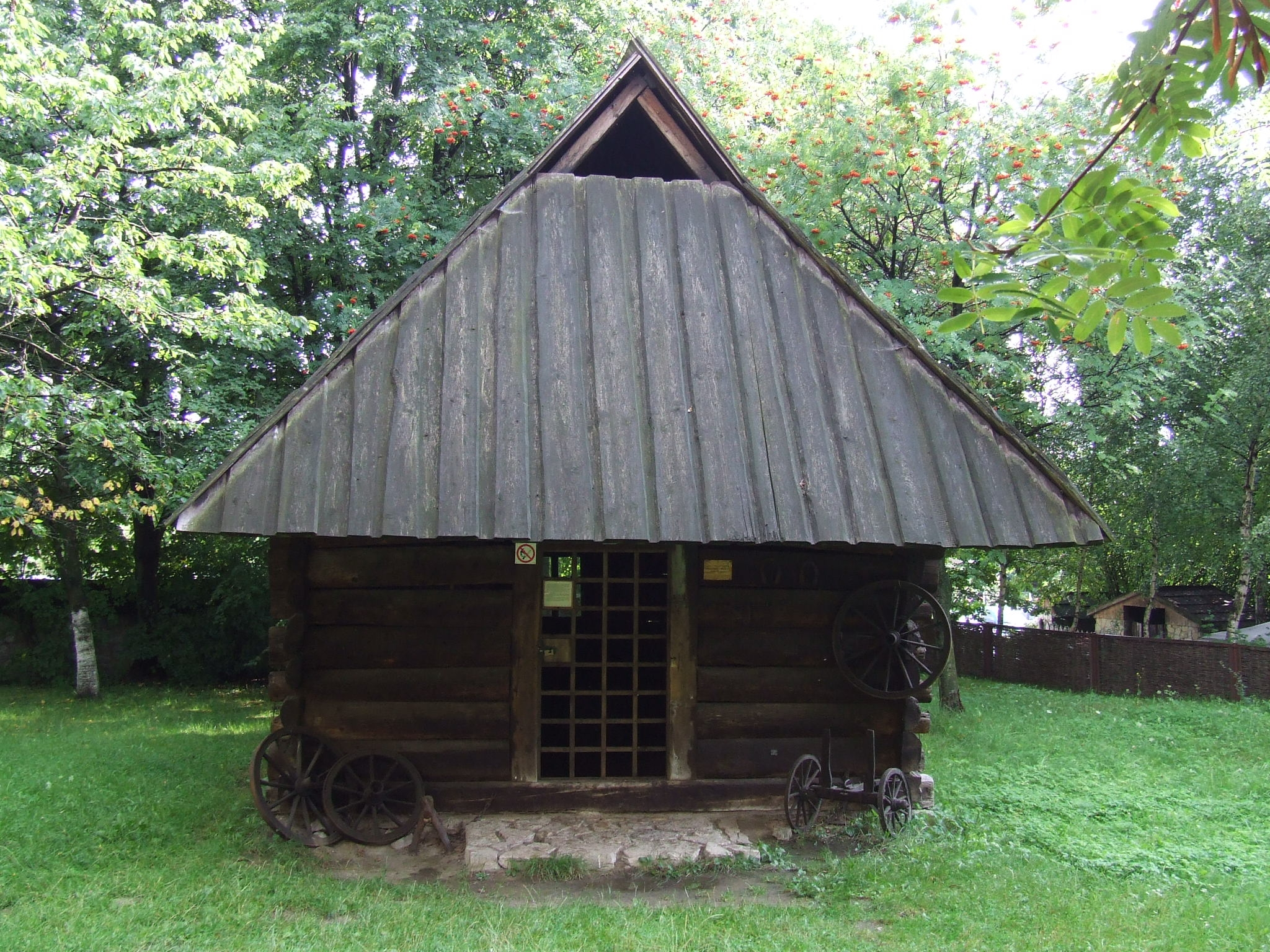
Кузница из села Лишки